# Всероссийский турнир любителей 1913
Всероссийский турнир любителей 1913 года — шахматный турнир, посвящённый 10-летию Петербургского шахматного собрания, как и Всероссийский турнир мастеров 1913—1914. Турнир проходил с 6 по 14 декабря в Санкт-Петербурге.
Всего в турнире принимало участие 8 спортсменов. Победитель получил звание мастера и право участия в турнире мастеров. Турнир выиграл
A. Эвенсон (Киев) — 6½ очков. 2-е место занял А. Смородский (5 очков).